# Niandra Lades and Usually Just a T-Shirt
Niandra Lades and Usually Just a T-Shirt é o álbum de estreia da carreira solo de John Frusciante, lançado em 8 de março de 1994, pela American Recordings. Frusciante lançou o álbum após o incentivo de vários amigos, que lhe disseram que não havia "mais nenhuma boa música por perto."
O álbum combina elementos vanguardistas e estilos de fluxo de consciência, com guitarra, piano e vários efeitos e sintetizadores em um gravador de quatro canais. Sua primeira metade, Niandra Lades, foi gravada antes de Frusciante deixar o Red Hot Chili Peppers em 1992; durante a gravação de Blood Sugar Sex Magik. A segunda metade, Usually Just a T-Shirt, foi gravada enquanto a banda estava em turnê nos meses que antecederam a partida do músico. Niandra Lades and Usually Just a T-Shirt vendeu pouco após seu lançamento em 1994, e foi retirado do mercado, para ser relançado apenas em 1999.

## Antecedentes
Frusciante juntou-se aos Red Hot Chili Peppers em 1988, com dezoito anos de idade, e lançou seu primeiro álbum com o grupo, Mother's Milk, no ano seguinte. O álbum seguinte, Blood Sugar Sex Magik, foi gravado em uma mansão vazia que a banda decidiu viver durante a duração da gravação. Frusciante adaptou-se bem ao ambiente e muitas vezes passava o tempo pintando sozinho, ouvindo música e gravando canções que acabariam se tornando a primeira metade do álbum, Niandra Lades. Blood Sugar Sex Magik foi lançado em 24 de setembro de 1991 e foi um sucesso instantâneo. O álbum alcançou a posição de número três nos Estados Unidos e passou a vender mais de 12 milhões de cópias no mundo todo. Logo após o lançamento do disco, Frusciante desenvolveu uma aversão a recente popularidade da banda. Ele achava que a banda era muito famosa, e desejava que eles ainda estivessem tocando em pequenos clubes noturnos como era antes de se juntar ao grupo. Por sua própria admissão, a ascensão da banda a popularidade pegou Frusciante de surpresa, e ele não conseguia lidar com isso. Durante a turnê promocional de Blood Sugar Sex Magik, o músico começou a usar heroína e cocaína pesadamente. Ele e o vocalista Anthony Kiedis frequentemente argumentaram antes e após as apresentações. De acordo com Kiedis, o guitarrista começou propositadamente a sabotar mostras tocando a introdução errada de uma música ou tocando fora do tom. Sua relação com a banda tornou-se progressivamente mais tensa, e ele abruptamente saiu durante a etapa japonesa de sua turnê mundial em 1992.

## Escrita e composição
Depois de deixar os Red Hot Chili Peppers, Frusciante continuou a escrever e gravar material solo. Tinha sido assim desde os nove anos de idade, mas nunca tinha considerado liberar o seu material para o público. Isso foi até vários de seus amigos — incluindo Johnny Depp, Perry Farrell, Gibby Haynes e seu ex-companheiro de banda Flea — o encorajarem a liberar o material que ele escreveu em seu tempo livre durante as sessões de Blood Sugar Sex Magik. Frusciante começou a trabalhar nos cortes finais das músicas que ele estava escrevendo e as produzindo em sua casa em meados de 1992. O processo de produção, no entanto, tornou-se prejudicado por seu vício em heroína cada vez mais grave. Usually Just a T-Shirt foi gravado na ordem em que aparece, com as faixas finais sendo gravadas pouco antes de sua saída dos Red Hot Chili Peppers. O uso de heroína e cocaína do músico se tornou mais extremo durante os estágios finais de gravação no final de 1993; ele começou a visualizar as drogas como a única maneira de "certificar-se de ficar em contato com a beleza em vez de deixar a feiura do mundo corromper sua alma."
Durante uma entrevista em 1994, um Frusciante visivelmente embriagado observou que ele escreveu o álbum a fim de criar "música interessante", que ele sentia já não existir. Ele sentiu que artistas contemporâneos não estavam escrevendo material que ele considerasse a pena ouvir e a população tradicional foi se contentando com a mediocridade. Drogas foram outro tema significativo do músico para a base de Niandra Lades and Usually Just a T-Shirt adiante. Segundo o músico, ele "foi apedrejado por cada nota que tocou no álbum." Ele aumentou seu uso de drogas para lidar com a piora da depressão que foi causada por deixar os Red Hot Chili Peppers, e seu posterior isolamento. Diversas canções do álbum lidam com o seu desagrado pelo sucesso da banda, como a décima primeira faixa do álbum, "Blood on My Neck From Success".
Todas as músicas do álbum foram compostas por Frusciante, exceto a versão hardcore punk de "Big Takeover", da banda Bad Brains. Este tema foi intencionalmente gravado mais devagar, e de forma mais melódica, pois, no passado, Frusciante cantava músicas punk em compassos diferentes. "Foi apenas algo que eu tinha andado a pensar em na minha cabeça. Às vezes eu vou andar por aí cantando músicas de punk rock para mim, mas como se fossem canções regulares em vez de músicas do gênero, você sabe, retardá-la e fazer uma melodia em vez de apenas gritar para fora. E então a ideia me ocorreu para gravá-la como uma balada Led Zeppelin com bandolins e outras coisas." River Phoenix, um amigo de Frusciante, tinha contribuído com guitarra e backing vocals para duas músicas que foram destinadas serem incluídas na gravação, mas eles foram finalmente parados devido aos protestos de sua família. Estes foram posteriormente incluídos sob nomes diferentes no álbum Smile from the Streets You Hold em 1997.
Niandra Lades and Usually Just a T-Shirt incorporada o estilo vanguarda de composição musical do artista, com sua metodologia de fluxo de consciência.</ref> Ele gravou, mixou, produziu e masterizou todo o registro por si mesmo, e lançou-o na gravadora de Rick Rubin, American Recordings. Warner Bros., a gravadora dos Chili Peppers, originalmente detinha os direitos sobre o álbum por causa da cláusula no contrato se o artista deixasse a banda. Por ele viver como um recluso, no entanto, o rótulo de bom grado entregou os direitos a Rubin, que lançou o álbum por sua gravadora.

## Lançamento, recepção e rescaldo
| Críticas profissionais | Críticas profissionais |
| Avaliações da crítica  | Avaliações da crítica  |
| Fonte                  | Avaliação              |
| ---------------------- | ---------------------- |
| Allmusic               | [ 18 ]                 |
| Boston Herald          | (mista)                |
| Entertainment Weekly   | (B+)                   |
| High Times             | (favorável)            |
| PopMatters             | (favorável)            |
| Rolling Stone          | [ 19 ]                 |

Niandra Lades and Usually Just a T-Shirt foi inicialmente previsto pela revista Billboard, que disse que "fãs dos Red Hot podem se assustar com o experimentalismo indescritível do álbum." Um representante da American Recordings não previu o álbum como viável em todas as lojas de música mainstream, e alguns varejistas foram tão longe que proibiram de que ele fosse vendido. Depois que o álbum foi lançado, Frusciante tocou três pequenas performances e participou de algumas entrevistas de revistas para promover o álbum; explicando em uma entrevista que as pessoas só seriam capazes de entender o seu trabalho, se "suas cabeças são capazes de tropeçar." Em um ponto logo após o lançamento, o músico começou a procurar por um quarteto de cordas para tocar o álbum com ele em turnê. A ideia acabou sendo descartada quando ele não conseguiu encontrar uma banda que "entende o porquê de Ringo Starr ser uma grande baterista, que tocava Stravinsky, e que também fumava maconha". O conceito de uma turnê acabou sendo abandonado, também, devido à diminuição da saúde do artista.
Niandra Lades and Usually Just a T-Shirt não foi amplamente revisto, mas rendeu uma resposta geralmente positiva dos críticos. Steve Huey da Allmusic, que classificou o álbum com quatro de cinco estrelas, disse que "[o álbum foi] uma partida intrigante e inesperada do trabalho de Frusciante com os Chili Peppers", e que "os arranjos esparsos da primeira metade ajudam a definir o cenário para o trabalho de guitarra posteriormente." Ele passou a dizer que Usually Just a T-Shirt — a segunda metade do álbum — continha "instrumentais psicodélicos agradáveis com abundância de efeitos de guitarra reversa." Ned Raggett, também da Allmusic, observou que "não há nada tão impressionante como a magnífica refilmagem [de Frusciante] da 'The Big Takeover', de Bad Brains." Adam Williams do PopMatters disse que o álbum "cai em algum lugar entre a loucura e o brilhantismo". Ele passou a comparar Frusciante a Syd Barrett e sentiu que era o "surgimento de um artista profundamente cerebral olhando para dentro em busca de inspiração e criatividade." Tim Kenneally da High Times viu o registro como "uma revelação, tanto perturbadoramente íntima e enigmaticamente velada. Rotulado direto do fluxo de consciência do guitarrista, que esta a mundos de distância do antecipado, bolas fora do agressivo funk de sua antiga banda", com, "uma etérea qualidade sobrenatural." O álbum também recebeu sua cota de críticas negativas. Christian Hoard da Rolling Stone sentiu que "a excentricidades de Frusciante corre seriamente enlouquecida", e que "[o álbum] soa como uma série de demos de quatro pistas. A primeira parte do disco é um pouco mais melódica do que ambiental, a segunda seção experimental [...] Principalmente o que se obtém são arranhões acústicos de guitarra e fluxo de consciência devaneios". A primeira revisão Rolling Stone da gravação, no entanto, foi positiva: "Ao todo, [o álbum é] uma bagunça — mas definitivamente uma fascinante, muitas vezes linda bagunça. Como se poderia esperar de um álbum intitulado Niandra Lades and Usually Just a T-Shirt este é torcido, coisas legais." O Boston Herald disse que, embora o álbum seja "uma exposição gritante de acústica virtuosa da guitarra de Frusciante" e "estranhamente belo", o canto é "terrível; suas notas altas iram conduzir os cães da vizinhança a um frenesim."

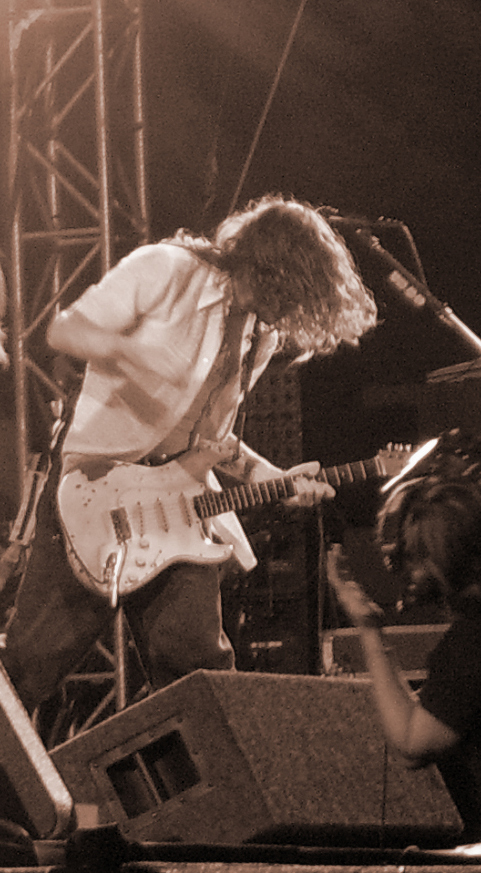
John Frusciante em Reading, no Madejski Stadium.

A dependência de drogas do músico piorou como o passar dos anos. Um artigo publicado pelo New Times LA o descreveu como "um esqueleto coberto de pele fina". Ele participou de uma entrevista à emissora pública holandesa VPRO — a primeira aparição na mídia que ele fez desde que deixou os Chili Peppers. Na entrevista Frusciante fala dos efeitos positivos que as drogas tiveram em sua mente e orgulhosamente admite ser um "junkie". Ele passou a confessar dependência de heroína e crack, mas no final descreve a si mesmo tendo a melhor saúde de sua vida. Em 1997, Frusciante lançou seu segundo álbum solo Smile from the Streets You Hold, principalmente para o dinheiro das drogas. Estima-se que Niandra Lades and Usually Just a T-Shirt tenha vendido apenas 45.000 cópias até que Frusciante ordenou que fosse retirado de catálogo em 1998 — quando reabilitou-se e se juntou aos Red Hot Chili Peppers. Smile From the Streets You Hold foi retirado do mercado um ano depois. Em 1999, Niandra Lades and Usually Just a T-Shirt foi relançado pela American Recordings. No início de 2000, o músico disse que pretendia relançar Smile From the Streets You Hold em algum momento no futuro, mas não deu nenhuma indicação de quando. Ele acabou sendo relançado pela American Records na Europa, em 2006.

## Faixas
John pretendia fazer dois álbuns, um de nome Niandra Lades e outro de nome Usually Just a T-Shirt, mas como acreditava que estava para morrer por consequência das drogas, resolveu lançar um disco chamado Niandra Lades and Usually Just A T-Shirt, sendo que as faixas sem título seriam do segundo. Conta com a participação de Toni Oswald, sua namorada na época, em duas faixas.
| Lado A |                                            |         |  |
| N.º    | Título                                     | Duração |  |
| 1.     | "As Can Be"                                | 2:57    |  |
| 2.     | "My Smile Is a Rifle"                      | 3:48    |  |
| 3.     | "Head (Beach Arab)"                        | 2:05    |  |
| 4.     | "Big Takeover (Bad Brains)"                | 3:18    |  |
| 5.     | "Curtains"                                 | 2:30    |  |
| 6.     | "Running Away into You"                    | 2:12    |  |
| 7.     | "Mascara"                                  | 3:40    |  |
| 8.     | "Been Insane"                              | 1:41    |  |
| 9.     | "Skin Blues"                               | 1:46    |  |
| 10.    | "Your Pussy's Glued to a Building on Fire" | 3:17    |  |
| 11.    | "Blood on My Neck From Success"            | 3:09    |  |
| 12.    | "Ten to Butter Blood Voodoo"               | 1:59    |  |
| 13.    | "Untitled"                                 | 0:34    |  |
| 14.    | "Untitled #1"                              | 4:21    |  |
| 15.    | "Untitled #2"                              | 1:50    |  |
| 16.    | "Untitled #3"                              | 1:38    |  |
| 17.    | "Untitled #4"                              | 1:30    |  |
| 18.    | "Untitled #5"                              | 1:29    |  |
| 19.    | "Untitled #6"                              | 1:42    |  |
| 20.    | "Untitled #7"                              | 7:55    |  |
| 21.    | "Untitled #8"                              | 7:04    |  |
| 22.    | "Untitled #9"                              | 0:25    |  |
| 23.    | "Untitled #10"                             | 1:51    |  |
| 24.    | "Untitled #11"                             | 5:27    |  |
| 25.    | "Untitled #12"                             | 1:52    |  |

| Faixas bônus |                |         |  |
| N.º          | Título         | Duração |  |
| 1.           | "Soul Removal" | 3:44    |  |
| 2.           | "Ants"         | 2:25    |  |

Nota
- Edições cassete do álbum contêm duas músicas adicionais, que não poderiam caber em cópias de CD: "Ants" e "Usually Just a T-Shirt".

## Créditos
A seguir estão listados os músicos e técnicos envolvidos na gravação e produção de Niandra Lades and Usually Just a T-Shirt.
- John Frusciante - vocal, guitarra, baixo, piano, bandolim, banjo, clarinete, produtor
- Toni Oswald - vocal (Untitled #9)
- Martyn Atkins- direção de arte e designer
- Dirk Walter- designer